# ثور (مارفل كومكس)
ثُور اودينسون هو بطل خارق وشخصية خيالية من سلاسل القصص المصورة التي تصدرها مارفل كومكس، وشخصيته مأخوذة عن الشخصية التي تحمل نفس الاسم في الميثولوجيا النوردية، وهي ثور بن أودين، إله البرق لديهم، قام بتأليف الشخصية ستان لي، ووضع النصوص لاري لايبر، ورسمها جاك كيربي. وظهرت الشخصية لأول مرة في العدد #83 من سلسلة رحلة للغموض (Journey into Mystery) عام 1962. و توصف الشخصية برجل يلبس درعا في سائر جسده إلا رأسه، ويحمل مطرقة تكمن فيها قوته القتالية مستوة ثور في القوة الفكرية في أحد المرات ارادة ايما فروست ان تصيطر على ثور وهي لديها قوة فينكس فورس الذي يعد أحد الكيانات الكونية القوية لا كن ثور لديه قدرة على أن يتجسد ثور نفسه في عقله لحماية ثور من التحكم بالعقل وقام ثور ببعثرة الفينكس فورس بضربة واحدة واي شخص يدخل إلى عقل ثور يصاب اصابات شديدة.